# 宋灭后蜀之战
宋灭蜀朝之战，為北宋于乾德二年（公元964年）针对后蜀发起的一場统一战争，以蜀国灭亡而告终。

## 战役背景
乾德元年（公元963年），北宋平定荆湖一带，基本切断了后蜀与中原地区其他各国的联系。而此时的后蜀君主孟昶，在一心想要立功来给自己树立威信的知樞密院事王昭远的怂恿下，派兴州义军裨校赵彦韬、兴国军讨击使孙遇和杨蠲等人前往北汉，准备联兵伐宋，过度的自大轻敌，使得后蜀完全忽视了北宋随时可能攻伐而来的危险。
同时因后蜀的地理位置使之长期远离战火，四川地区局势较为太平。虽然孟昶自登基以来立志吸取前蜀败亡的教训，并使后蜀很快走向繁荣富裕，但在长时期和平后，统治者也开始了骄奢淫逸的生活，朝廷也日渐奢靡。

## 战役准备

### 北宋
乾德二年十一月，太祖赵匡胤派忠武軍節度使王全斌、侍衛親軍步軍司都指揮使，武信軍節度使崔彦进、樞密副使、左衛大將軍王仁赡率步騎兵三萬自凤州翻越秦岭入蜀；同时派遣侍衛親軍馬軍司都指揮使，江寧軍節度使刘光义、左神武將軍、樞密院承旨曹彬率軍自归州沿长江西进，两部步兵骑兵合计六万人。同时以給事中沈义伦、均州刺史曹翰负责战时物资转运。

### 蜀朝
相比起北宋方面，蜀朝方面的准备略显仓促，蜀主孟昶在得知宋军来袭之后，派知樞密院事王昭远、武定軍節度使赵崇韬、山南西道節度使韩保正、李进四人率军抵抗，王昭远和赵崇韬率軍三萬自成都北上，扼守廣遠、劍門關，韩保正和李进率軍數萬駐守興元府。

## 战役过程

### 北路战事

#### 兴州之战
十二月，王全斌部攻克后蜀军的乾渠渡、万仞、燕子等据点，直接攻克兴州，获取大量军需物资。后蜀守军退保西县，宋军顺势继续前进，攻克石圌、鱼关、白水阁等二十余个后蜀军据点。
率军赶来的韩保正发现兴州失守之后，直接退保西县。此时宋军将领史延德已经率军抵达西县，韩保正不敢出战，布阵自守。宋军发动攻击，击破韩保正部，生擒韩保正和李进。

#### 嘉州之战
崔彦进部率军越过三泉山，抵达嘉州，在此大败后蜀军。后蜀军烧掉了栈道，并撤退至葭萌。

#### 利州之战
嘉州之战后，王全斌采取康延泽的计策，分兵前进，一小部分兵力由崔彦进率领，修复了被后蜀军烧掉的栈道，随后进击并攻破了金天寨和小漫天寨；而大部队则由王全斌等率领，经罗川抵达深渡，在此与崔彦进会师。后蜀沿嘉陵江布阵，被宋军将领张万友击溃。后蜀军队撤退回大漫天寨，并于次日被宋军攻破。后蜀将领王昭远、赵崇韬率军来拒，三战三败，逃至利州北部，从桔柏津渡过嘉陵江，并随即烧毁浮桥，撤退至剑门关防御。王全斌率部随即进入利州，获取大量军粮。

#### 抵达成都
剑门之战后，蜀朝君主孟昶见大势已去，遂派趙國公、司空、尚書省左僕射、門下侍郎、戶部尚書、同中書門下平章事、弘文館大學士李昊撰写降书。王全斌率部赶到魏城时，降书由后蜀通奏伊审征交予宋军。六天后，孟昶于升仙桥正式向宋军投降。

### 东路战事

#### 夔州之战
夔州之战过后，刘光义部溯江而上，沿江各州望风而降。

#### 抵达成都
刘光义部在王全斌部进入成都几天之后抵达。

## 战役结果
蜀朝此役过后灭亡，北宋共取得四十六个州、二百四十个县、五十三万四千零二十九户。整个战役历时仅六十六天。此役过后，王全斌原准备顺势攻取云南，被宋太祖制止。

## 战役影响
此次战役使得北宋得到了当时颇为富庶的巴蜀地区，经济实力得到了增强，为后来的灭南汉和灭南唐战争打下了基础。
同时，留守蜀地的王全斌骄奢淫逸，欺压当地百姓，并且克扣后蜀降军装备及钱财，导致后蜀降军哗变，公推全师雄为首领。王全斌在招抚时犯下重大失误，导致哗变愈演愈烈，使得当地仍然持续了相当长时间的动乱。